# Psidium cattleyanum
Psidium cattleyanum és una espècie de planta amb flors del gènere Psidium dins la família de les mirtàcies (Myrtaceae). És un arbret natiu de l'est del Brasil i de l'Uruguai.
És un arbret de 2 a 6 m d'alt que proporciona un petit fruit vermell o groc, que es menja en forma de melmelada. Està estretament relacionada amb la guaiaba Psidium guajava i com aquesta espècie és una planta invasora molt estesa en zones tropicals.
El seu gust és com el del maracuià mesclat amb la maduixa; en el cas de la varietat groga és més àcid. Les llavors són petites i blanques i torrades són un succedani del cafè, de les fulles se'n fa una infusió, també la pell és comestible.

## Taxonomia

### Sinònims
Els següents noms científics són sinònims de Psidium cattleyanum:
- Sinònims homotípics

- Guajava cattleyana (Sabine) Kuntze
- Psidium chinense Lodd. ex Chardonier

- Sinònims heterotípics

- Episyzygium oahuense Suess. & A.Ludw.
- Eugenia ferruginea Sieber ex C.Presl
- Eugenia oxygona Koidz.
- Eugenia pseudovenosa H.Perrier
- Eugenia urceolata Cordem.
- Guajava arborea (Vell.) Kuntze
- Guajava buxifolia (Nutt.) Kuntze
- Guajava humilis (Vell.) Kuntze
- Guajava obovata (Mart. ex DC.) Kuntze
- Psidium arboreum Vell.
- Psidium buxifolium Nutt.
- Psidium cattleyanum var. coriaceum Kiaersk.
- Psidium cattleyanum var. littorale (Raddi) Fosberg
- Psidium cattleyanum f. lucidum O.Deg.
- Psidium cattleyanum var. purpureum Mattos
- Psidium cattleyanum var. pyriformis Mattos
- Psidium coriaceum O.Berg
- Psidium coriaceum var. grandifolium O.Berg
- Psidium coriaceum var. longipes O.Berg
- Psidium coriaceum var. obovatum O.Berg
- Psidium ferrugineum C.Presl
- Psidium gaudichaudianum Proença & Faria
- Psidium humile Vell.
- Psidium indicum Bojer
- Psidium littorale Raddi
- Psidium littorale var. longipes (O.Berg) Fosberg
- Psidium obovatum Mart. ex DC.
- Psidium sellowianum O.Berg
- Psidium ubatubense Mattos
- Psidium variabile O.Berg